# Autocaravana

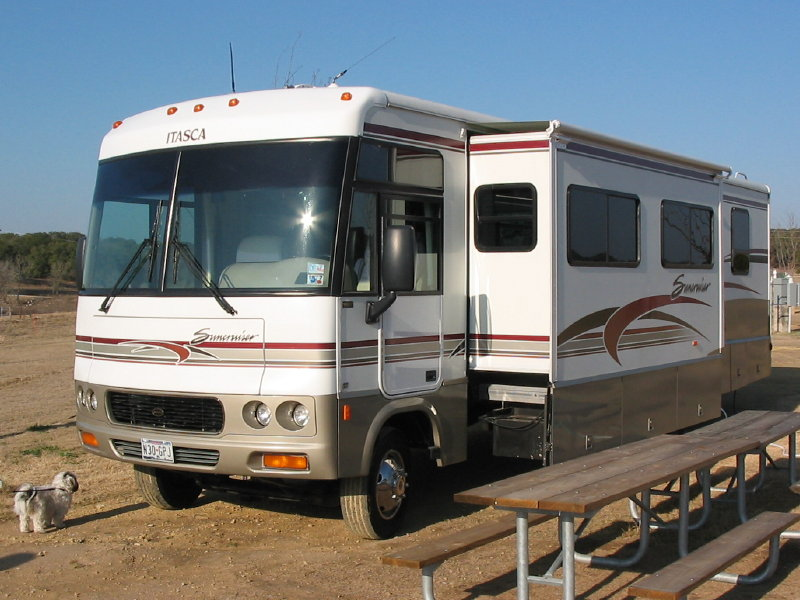
Una autocaravana con área expandible

Una autocaravana es un vehículo clasificado por el código de circulación como un automóvil que incluye un mobiliario básico en su interior, a modo de casa u hogar, homologado para ser usado como vivienda durante los viajes. También se les conoce por casa rodante, casa autoportante o ranchomóvil en Hispanoamérica.[cita requerida]
Proporciona los dos medios básicos para viajar: transporte y alojamiento. El uso turístico de las autocaravanas es cada vez mayor en Europa; la disponibilidad inmediata y la capacidad para alojar a sus pasajeros en cualquier espacio donde está permitido estacionar son los principales motivos por los que 1,3 millones de familias europeas prefieren esta forma de viajar.
La autocaravana está dotada de un motor y de un sistema de dirección independiente. Algunos modelos tienen niveles de confort y habitabilidad muy altos. En algunos países donde una parte importante de la población cambia con frecuencia de trabajo y lugar de residencia, como por ejemplo los Estados Unidos, la autocaravana es usada por muchas familias como residencia habitual.
En la construcción de las autocaravanas se emplea el chasis de un camión sobre el cual se monta la célula habitable. En Europa, uno de los chasis más usados es el de la Fiat Ducato, que permite la preparación de un vehículo cuya masa total no exceda los 3500 kg, lo que posibilita la conducción por personas con una licencia de categoría B.
El autocaravanista es autosuficiente también en zonas no equipadas, pues el vehículo está provisto de baterías o generadores eléctricos, calefacción y sistema de drenaje. Al mismo tiempo, tiene la posibilidad de usar las conexiones eléctricas que se hallan en las zonas de acampada.

## Clasificación
Las autocaravanas se clasifican, según el tipo de acoplamiento con el chasis-cabina de base que da forma a su forma exterior, en cuatro clases:
- Cámpers
- Capuchinas
- Integrales
- Perfiladas

### Cámpers

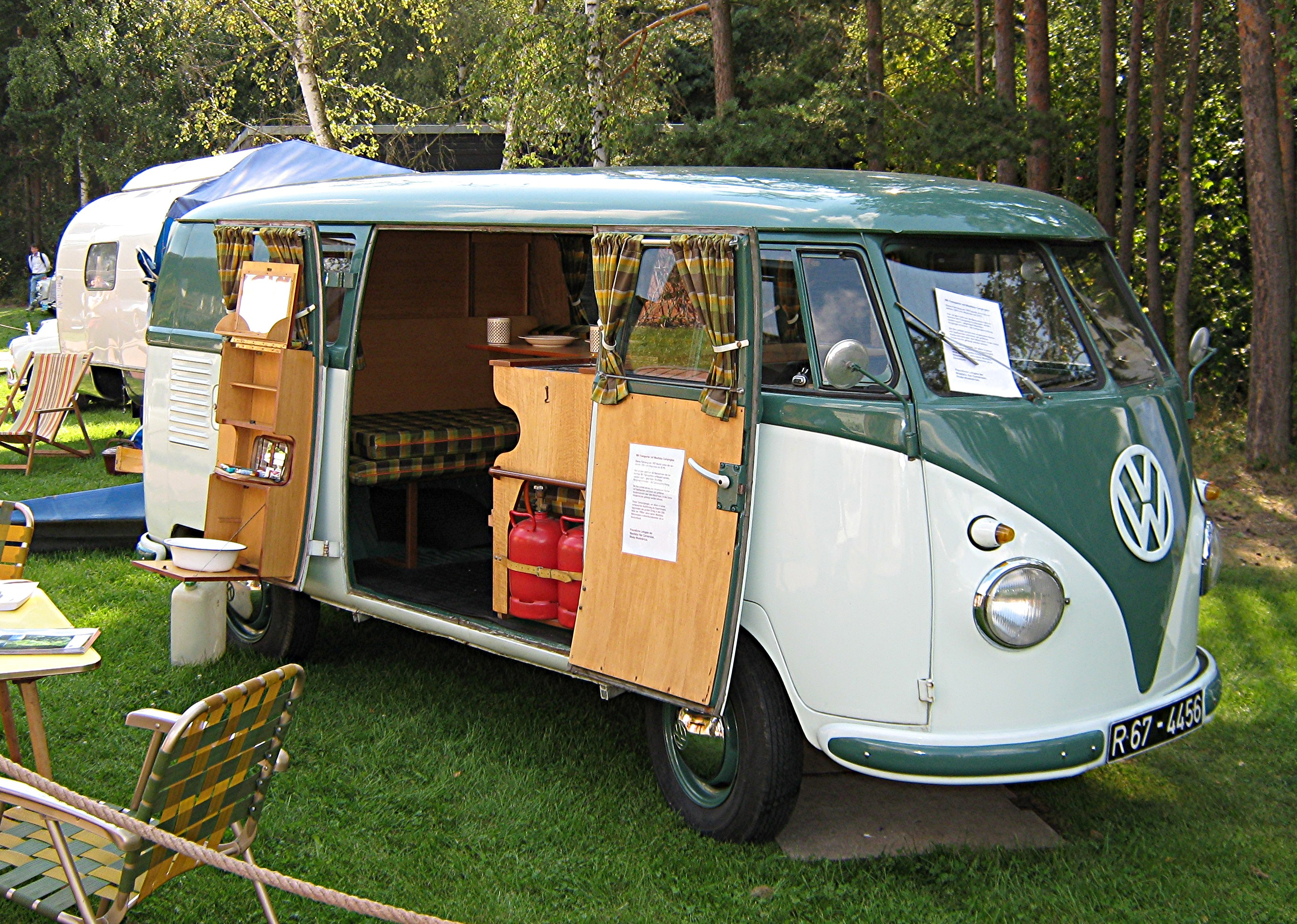
Volkswagen Transporter trasformada en cámper por Westfalia.

El cámper es una furgoneta adaptada, conservando las dimensiones exteriores de las construidas en serie. Posteriormente se le añade el aislamiento térmico, los muebles y todos los sistemas necesarios para la vida a bordo. Pueden también estar dotadas de techo realzado de serie o añadido con posterioridad, esto último solo cuando es un techo «postizo», generalmente de vitrorresina, que puede ser levantado desde el interior girando sobre las bisagras de un extremo, o bien puede ser levantado completamente, contando con paredes extensibles confeccionadas en un material flexible similar al de las tiendas de acampada.
Estos vehículos, a pesar de tener una habitabilidad inferior a la de las demás autocaravanas, son apreciados por ser muy manejables y tener unas dimensiones de longitud, anchura y altura inferiores a las de otros modelos,  como los autobuses modificados. Esto los hace también más rápidos y menos exigentes en cuanto al consumo de combustible.
Los primeros ejemplos de cámpers surgieron de las transformaciones artesanales realizadas a vehículos de motor de serie, a los que se sustituían los asientos y generalmente los interiores por muebles, así como añadiéndoles el equipamiento que permitiese cierto grado de movilidad.
La producción de casas rodantes se detuvo durante la Segunda Guerra Mundial y no se reanudaría para el mercado doméstico hasta la década de 1950. Cuando la producción comenzó nuevamente, los diseñadores empezaron a unir carrocerías de remolques a chasis de camiones o autobuses.
Famosos durante los años 1970 e inmortalizados en muchas producciones cinematográficas son los cámpers derivados de la mecánica de las furgonetas Volkswagen Combi, considerados casi un icono de la subcultura hippie.

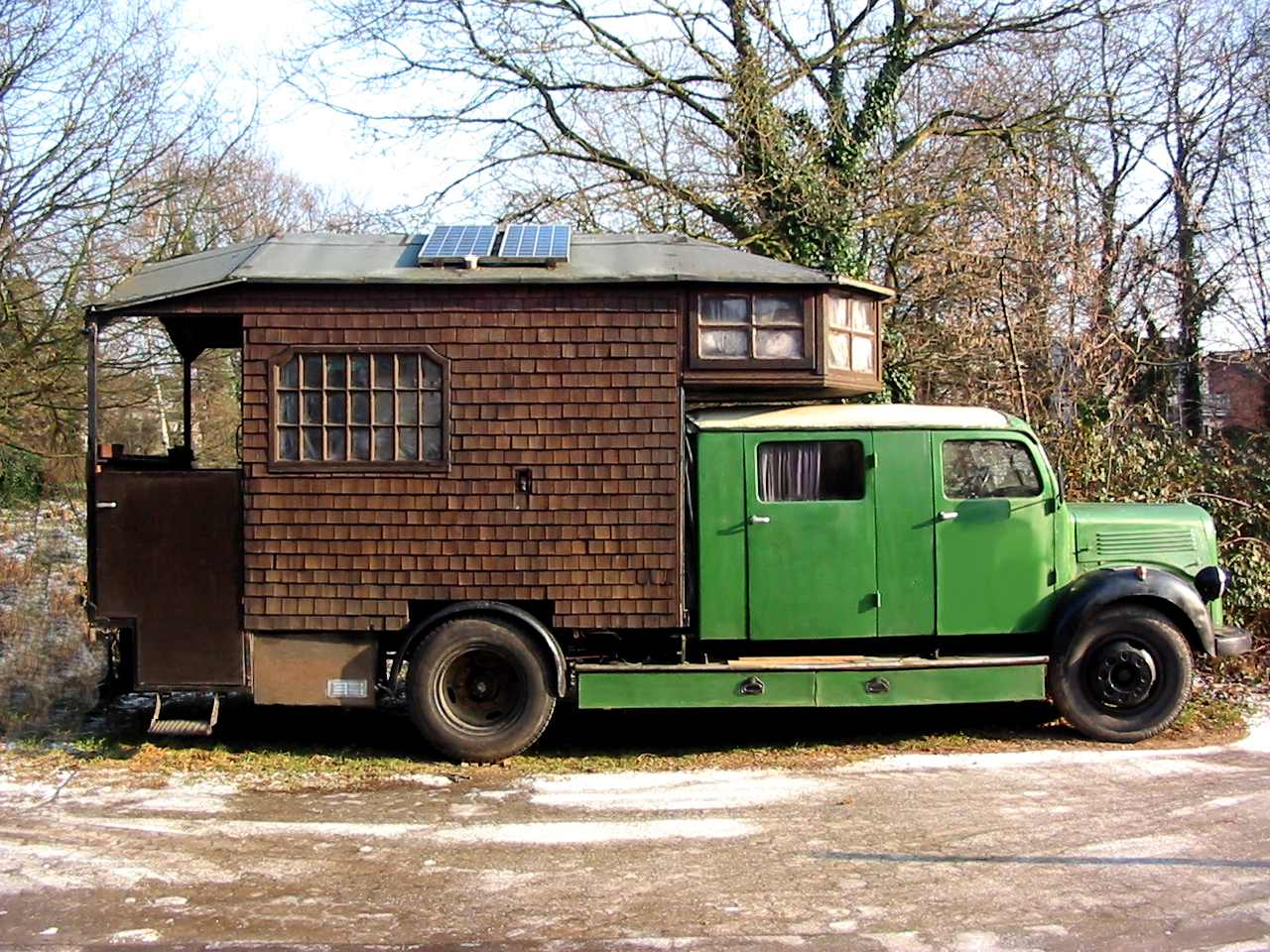
Cámper artesanal sobre el chasis de un camión pesado.

Aún hoy los apasionados se prestan a inventar soluciones particulares, por ejemplo, partiendo de la mecánica de viejos vehículos, camiones o autobuses, creando numerosas y muy curiosas realizaciones.
Pueden ser también incluidos en esta categoría de cámpers las cabinas habitables construidas especialmente para ser acopladas a un vehículo convencional. Así, la base motora suele ser un vehículo como un camión abierto o la típica camioneta estadounidense, utilizado convencionalmente durante el año y transformado en cámper en el periodo vacacional. Naturalmente, esta solución no ofrece la misma comodidad que los modelos fabricados específicamente y sufren de limitaciones de peso, además del hecho de que el habitáculo de conducción y la cabina habitable no están conectados entre sí.
El proceso de convertir una furgoneta normal en un cámper es conocido como conversión a vehículo vivienda. En España, como norma general, se considera una reforma de importancia y requiere su certificación a través de la ITV, que debe ir acompañada de un proyecto de ingeniería y un certificado del fabricante del vehículo autorizando dicha transformación. Como alternativa existen los llamados kit autoinstalables, que consisten en un conjunto de piezas de mobiliario que son instaladas como accesorio en el vehículo aprovechando los anclajes que cada vehículo ofrece de serie. La instalación de un kit autoinstalable no supone una reforma del vehículo, por lo que no requiere ningún tipo de certificación.
El término «vehículo recreativo» (RV) en los Estados Unidos se asocia más con una autocaravana que con una furgoneta camper.

### Capuchinas

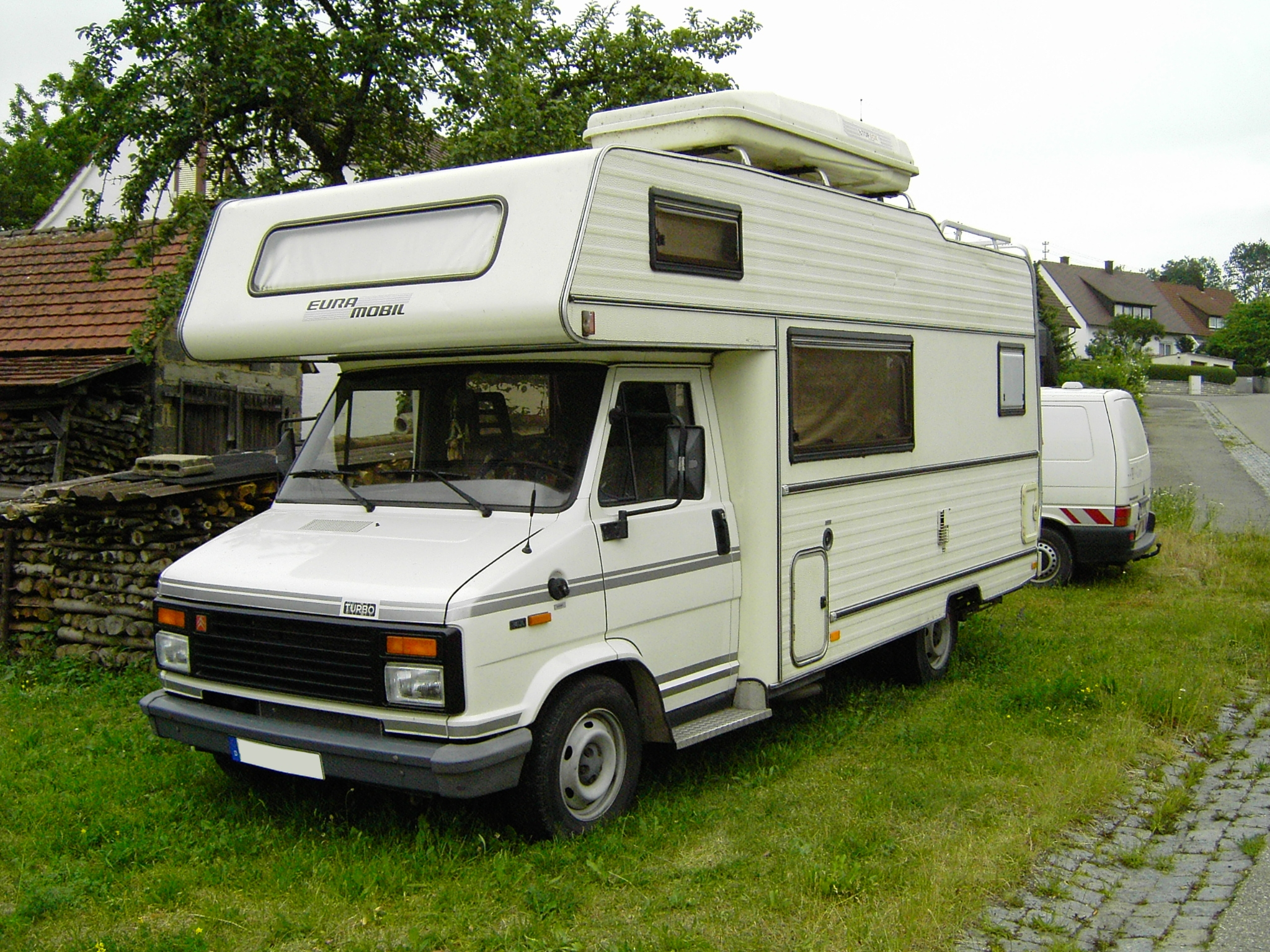
Autocaravana capuchina.

La cabina habitable se compone de un elemento externo, conjugado durante la construcción con un motor. Una particularidad de este tipo de autocaravana es el prolongamiento del extremo de la cabina sobre el habitáculo de conducción. Se trata de una de las versiones más extendidas y conjuga la relativa facilidad de construcción con la posibilidad para acomodar un buen número de pasajeros, típicamente entre 4 y 6, sin un sacrificio excesivo de los espacios comunes a bordo.
La utilidad de este tipo de autocaravana en situaciones de estancias prologadas puede aumentarse ulteriormente con la presencia en puertas laterales y maletero de tiendas extraíbles que aumentan la superficie protegida de las inclemencias del tiempo.

### Integrales

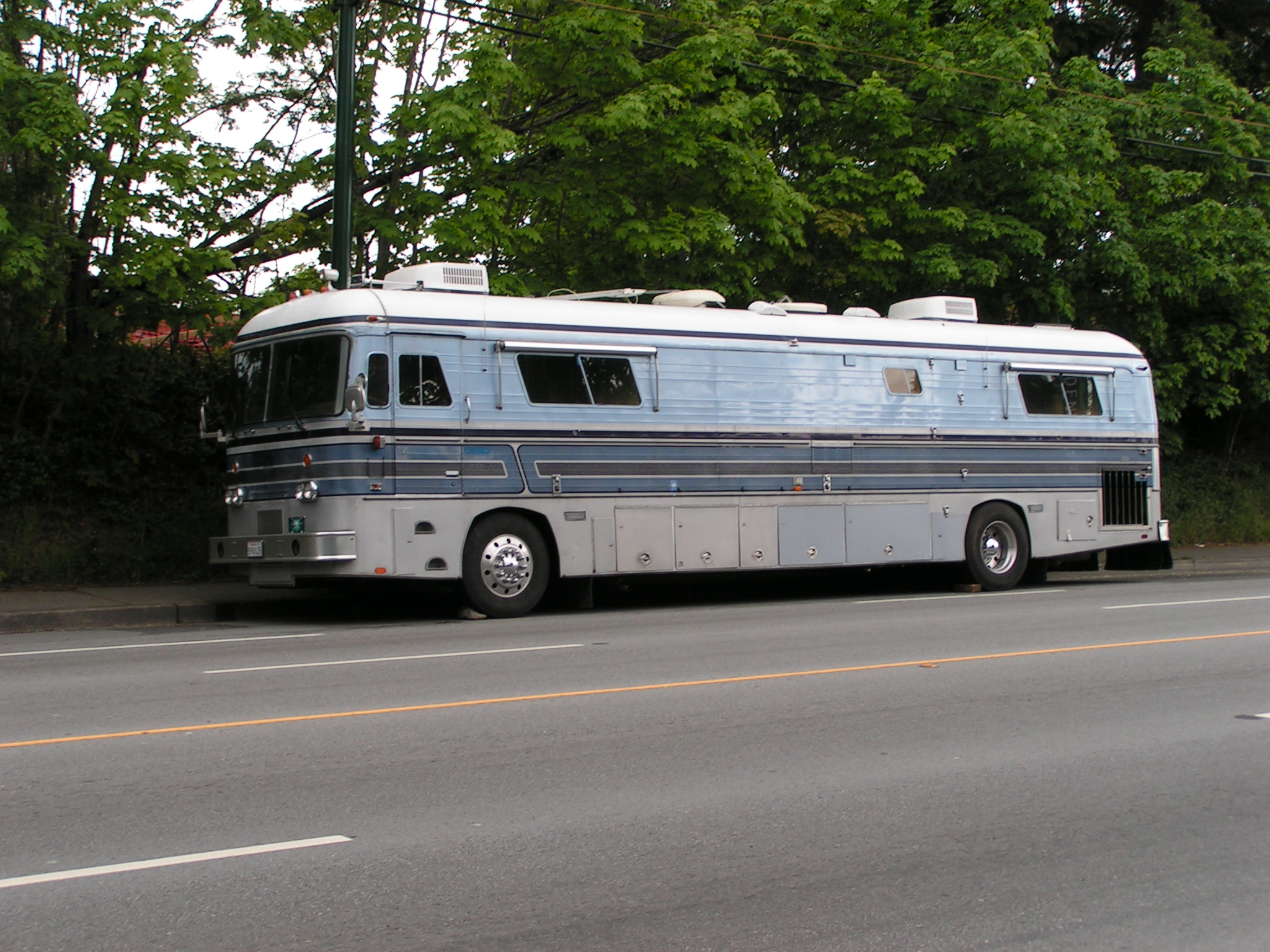
Motorhome construido sobre chasis de autobús

La cabina habitable forma un solo cuerpo con el chasis motor. Se trata del tipo más lujoso y costoso, ya que la estructura entera se construye a medida usando solo el motor del vehículo original del que deriva.
Es también la solución adecuada para las personas que requieran mayor espacio cuando el peso no se considera esencial. El diseño de la autocaravana no se parece al del vehículo comercial del que procede el chasis, por lo que la cabina habitable se rediseña para utilizar de la mejor forma el espacio disponible. El puesto de conducción también se convierte en parte integral del ambiente habitable durante los estacionamientos.
La lujosas autocaravanas integrales que sirven de alojamiento a los pilotos de las competiciones de motor durante el transcurso de las carreras son muy publicitarias y a menudo incluso históricas.

## Consideraciones generales

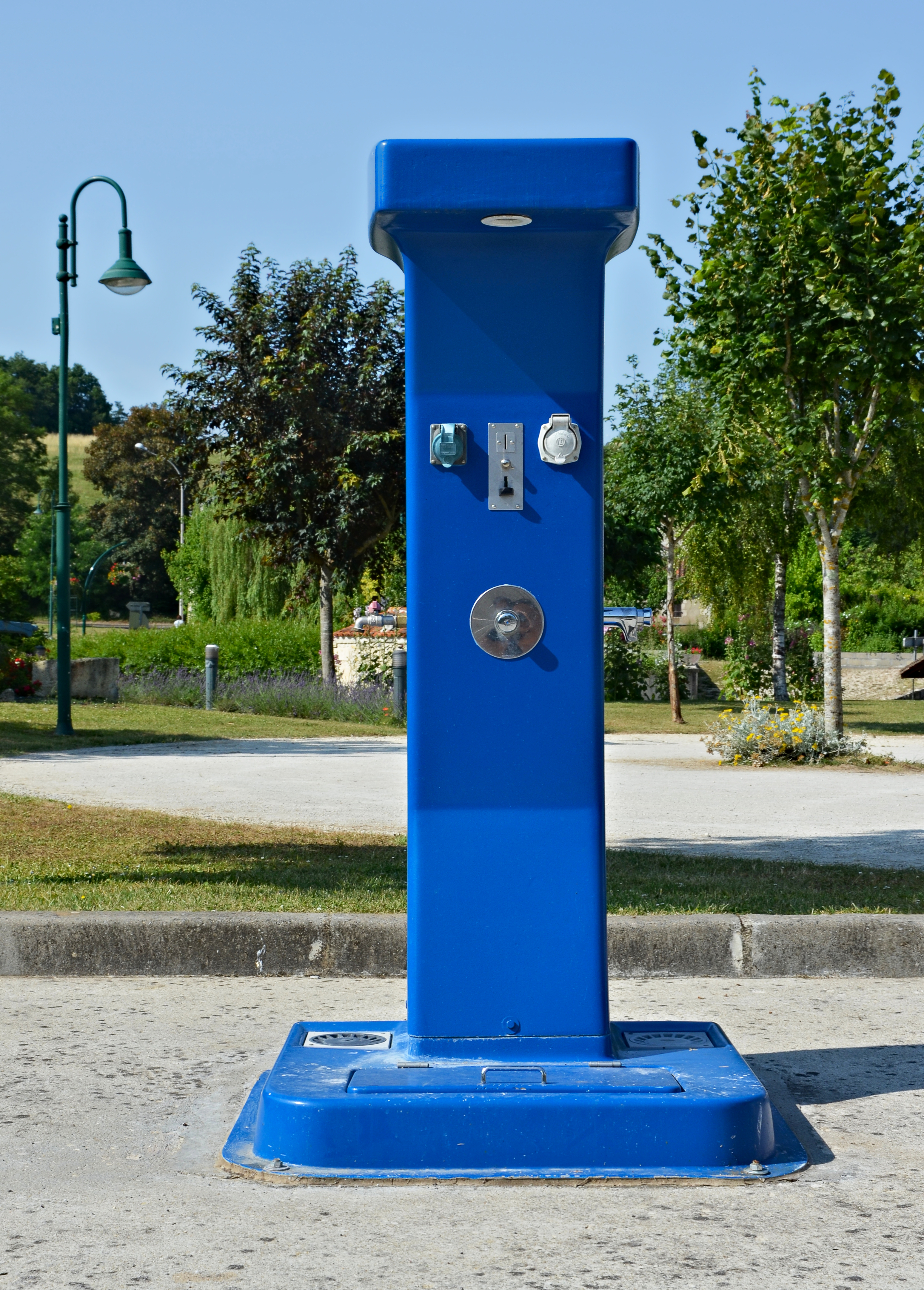

Desde un punto de visto sanitario, todas las autocaravanas tienen lavabo y ducha, cuyas aguas jabonosas se recogen en un depósito con una autonomía de varios días que evitan verter nada al medio ambiente; disponen igualmente de inodoro. Los residuos del inodoro se depositan en un recipiente incluido. Tanto las aguas grises como las aguas negras se vacían periódicamente en la red de aguas residuales que conduzca a su correcto tratamiento para ser depuradas o bien en las áreas de servicio específicas para autocaravanas.
En países como Alemania, España, Francia o Italia son cada vez más frecuentes las denominadas «Áreas de servicios para autocaravanas». Son espacios habilitados especialmente para este tipo de vehículos y en ellas se puede cargar agua potable, vaciar las aguas grises generadas en el consumo diario y las aguas negras procedentes del wc. En algunos casos, este tipo de espacios disponen también de una zona reservada para el estacionamiento y pernocta de las autocaravanas.
Respecto a otros elementos de confort, estos vehículos disponen de instalación de gas para cocinar y climatizar el ambiente, instalaciones de televisión, de frigorífico y de un doble sistema eléctrico capaz de conectarse a la red de 220 V o bien funcionar bajo 12 V.
La autonomía que proporciona una autocaravana permite practicar un turismo que se caracteriza por la libertad y el respeto al medio ambiente. La planificación del viaje puede realizarse sobre la marcha con ayuda de guías de turismo y en función de la disposición personal para visitar o para descansar.
El turismo en autocaravana se distingue de otras formas de turismo por su amplia posibilidad de visitar zonas de interés turístico, escasas necesidades de infraestructuras, lo cual incide en la preservación del paisaje marítimo costero así como de interior. Asimismo, se caracteriza por no ser estacional, puesto que durante todo el año viajeros autocaravanistas cruzan Europa en busca de manifestaciones culturales, paisajes, gastronomía y compras de artesanía, entre otras actividades.
No hay que confundir estacionamiento habitado con el concepto de acampar. Las autocaravanas son vehículos homologados para realizar un estacionamiento habitado en cualquier lugar en los que se permite estacionar a un vehículo turismo.
En España, excepto en Baleares, el organismo competente —la Dirección General de Tráfico— juzga en la Instrucción Técnica 08/V-74, del 26 de enero de 2008, que la presencia de los pasajeros en el interior de un vehículo estacionado no afecte al estacionamiento. Por ello, si la autocaravana se mantiene dentro de los límites asignados para el estacionamiento, no despliega elementos propios que desborden el perímetro del vehículo y la actividad interior no transciende al exterior, los ocupantes de una autocaravana pueden utilizar las instalaciones destinadas al alojamiento sin que el vehículo pierda la condición de estacionado.